# San Pablo de Guarayos
San Pablo de Guarayos es una población boliviana, ubicada en el municipio de Ascensión de Guarayos en la provincia Guarayos del Departamento de Santa Cruz. Fue fundada en 1900 por el Padre Bernardino Pesciotti, como una de las últimas fundaciones de los franciscanos.
La localidad está asentada en el margen derecho del río del mismo nombre y por el otro la carretera que va al departamento del Beni, a 12 kilómetros de la capital Ascensión de Guarayos.
Su fiesta es el 29 de junio, que coincide con la fecha de la fiesta del patrono que le da nombre.
A pesar de contar con todas las condiciones para desarrollarse, San Pablo es el menos desarrollado de los cinco pueblos de la provincia Guarayos. Actualmente cuenta con 3.000 habitantes, tiene servicio de energía eléctrica, pero el de agua potable es deficiente. También cuenta con dos unidades educativas y las calles son de tierra.